# O'Brian Nyateu

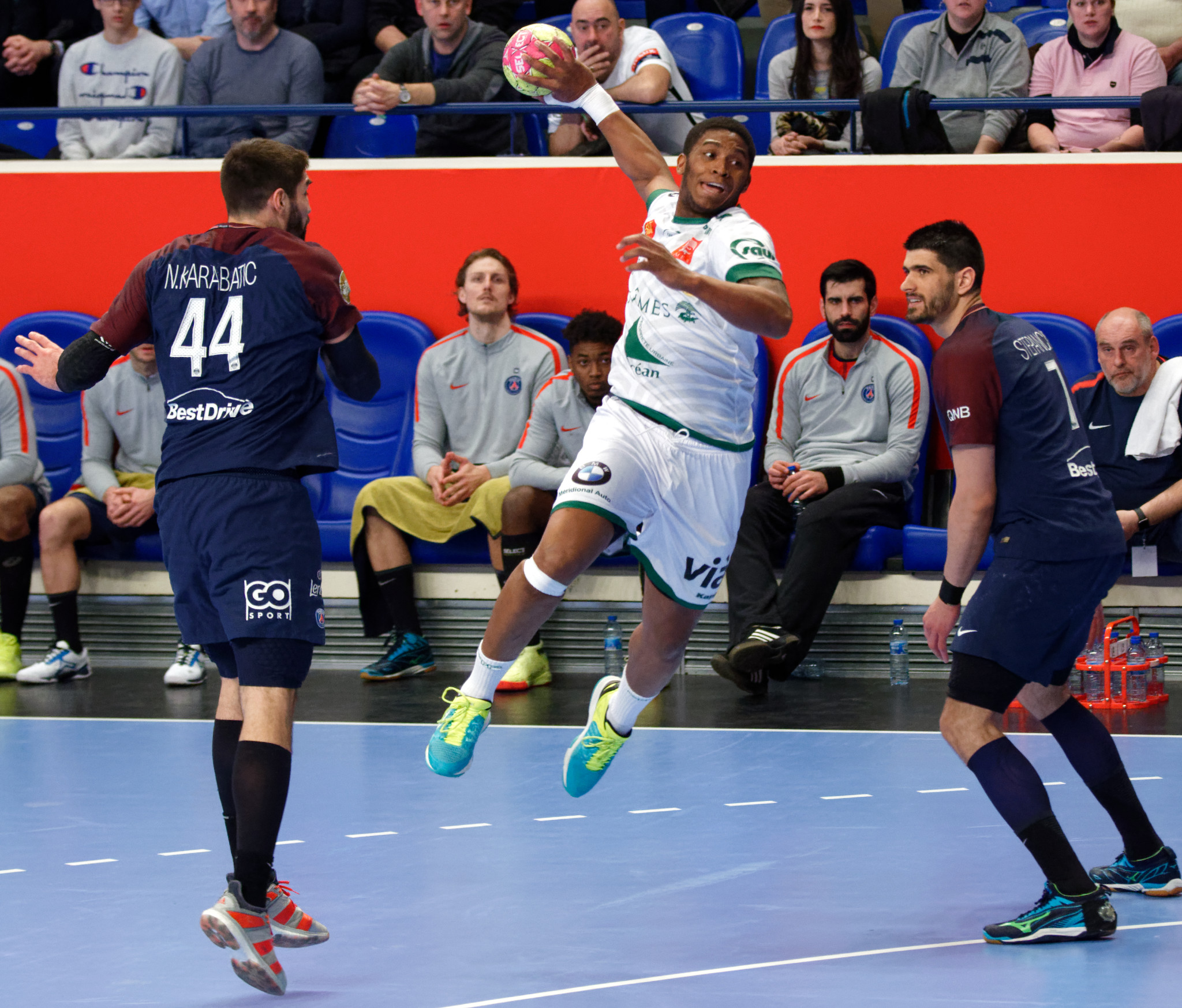
Rencontre de championnat entre le PSG et l'USAM Nîmes. A Coubertin, le 22 mars 2018.

O'Brian Nyateu, né le 7 novembre 1992, à Bordeaux, est un joueur de handball français évoluant au poste de demi-centre au Dunkerque Handball Grand Littoral.

## Biographie
Formé au HBC Nantes, O'Brian Nyateu est régulièrement sélectionné en Équipe de France junior et est considéré comme un joueur très prometteur,, tant au poste de demi-centre que celui de défenseur où il est fréquemment utilisé au HBC Nantes.
Lassé de ne pas obtenir une place de numéro 1 dans son club formateur, le joueur décide de rejoindre l'USAM Nîmes Gard à compter de la saison 2017-2018 et ce pour 3 exercices.

## Palmarès

### Équipe de France junior
- 3e du Championnat du monde junior 2013,  Bosnie-Herzégovine[7]
- Médaille d'or au Festival olympique de la jeunesse européenne 2009[8]

### Club
Compétitions internationales
- Finaliste de la Coupe EHF (1) : 2013 (4 buts marqués en finale[9])

Compétitions nationales
- Vainqueur de la Coupe de la Ligue (1) : 2015
  - Finaliste en 2013, 2017
- Vainqueur de la Coupe de France (1) 2017
  - Finaliste en 2015
- Vice-champion de France en 2017
- Finaliste du Trophée des champions 2016